# Alexandrine Charlotte de Rohan-Chabot

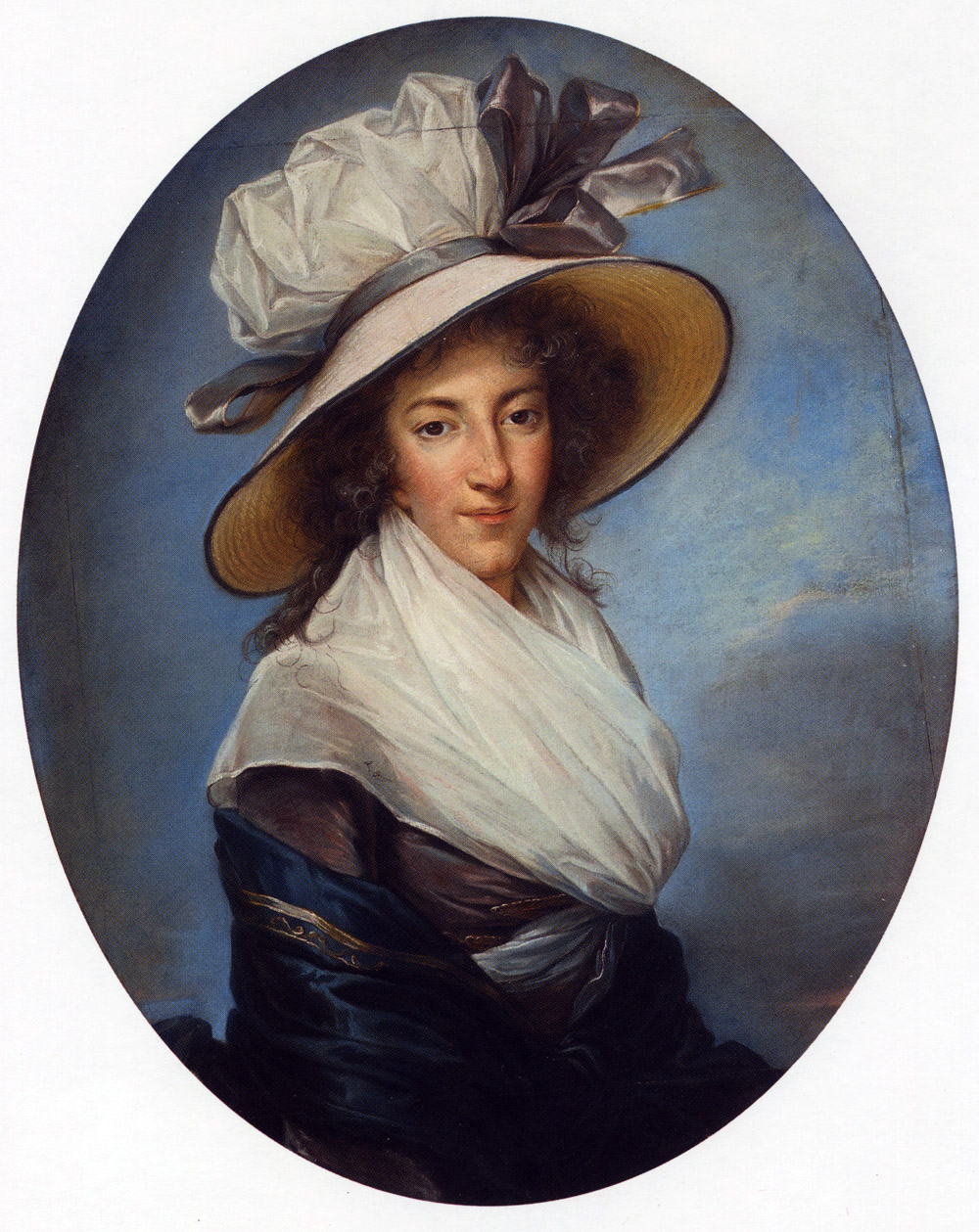
Alexandrine-Charlotte de Rohan-Chabot, Duchesse de La Rochefoucauld, 1789, Gemälde von Élisabeth Vigée-Lebrun

Alexandrine Charlotte Sophie de Rohan-Chabot, genannt Rosalie (* 3. Oktober 1763; † 8. Dezember 1839) aus dem Haus Rohan-Chabot war eine französische Adlige und Briefeschreiberin (Épistolière); als Ehefrau trug sie den Titel Duchesse de La Rochefoucauld.

## Leben
Alexandrine Charlotte war die Tochter von Louis-Antoine de Rohan-Chabot (1733–1807), Prince de Léon, Duc de Chabot (1775) und Duc de Rohan (1791), und Élisabeth Louise de La Rochefoucauld (1740–1786). Am 13. März 1780 heiratete sie den Bruder ihrer Mutter, Louis-Alexandre de La Rochefoucauld (1743–1792), seit 1762 Duc de La Rochefoucauld und ab 1784 Präsident der Académie royale des sciences. Die Ehe blieb kinderlos.
Am Vorabend der Französischen Revolution war sie die Geliebte von William Short (1756 oder 1759–1849), der von 1785 bis 1789 Privatsekretär des damaligen Bevollmächtigten Ministers in Frankreich Thomas Jefferson war, und vom 20. April 1790 bis 15. Mai 1792 dessen Nachfolger, bevor er als neuer Ministerresident in den Niederlanden Frankreich verließ.
Die Liebesbeziehung zwischen William und Rosalie wird durch Hunderte von Briefen belegt, die den Schmerz der Trennung der Liebenden und ihre Frustration über die gesellschaftlichen Normen der damaligen Zeit dokumentieren. Ebenso sind ihre Schriften über ihre gegenseitige Zuneigung besonders poetisch und bewegend. Ihre Liebesbriefe sind ein authentischer literarischer Beitrag und bieten reizvolle persönliche Einblicke in eine turbulente Epoche der Weltgeschichte.
Als Mitglied der Aristokratie war Alexandrine 1792 – nach der Abreise Shorts – von der Terrorherrschaft und den Septembermassaker persönlich betroffen, als am 3. September 1792 ihr Bruder Armand Charles Just guillotiniert und gleichen am Tag in ihrem Beisein ihr Ehemann in Gisors von Sansculotten erschlagen wurde. Sie selbst und ihre Schwiegermutter wurden Ende 1793 verhaftet, 1794 jedoch wieder freigelassen.
Am 20. Februar 1810 heiratete sie in zweiter Ehe Boniface de Castellane (1758–1837). Auch diese Ehe blieb kinderlos.